# ملعب باتا
ملعب باتا هو ملعب متعدد الاستخدام يقع في باتا في غينيا الاستوائية. غالبا ما يتم استخدامه لمباريات كرة القدم . يسع لجلوس 22,000 متفرج ويجري حاليا توسيع نطاقه لكي يستوعب 40,000 متفرج باعتباره واحدا من الملاعب المضيفة لكأس الأمم الأفريقية 2012 بما في ذلك حفل الافتتاح ونصف النهائي. وقد واكتمل بناء الملعب في عام 2007. وكان الملعب قد استضاف بعض مباريات بطولة أفريقيا لكرة القدم للسيدات 2008. يقع الملعب على بعد بضعة كيلومترات من الساحل والمناطق المتاخمة لمجمع رياضة قيد الإنشاء حاليا والذي يضم قاعة رياضية داخلية، مسبح مغطى، الفندق والرموز الرياضية الأكثر الشعبية.